# Fire Emblem Fates
Fire Emblem Fates ist ein Strategie-Rollenspiel für den Nintendo 3DS, welches vom Nintendo-Studio Intelligent Systems entwickelt und von Nintendo veröffentlicht wurde. Das Spiel wurde in Japan am 25. Juni 2015 veröffentlicht, während es in Nordamerika am 19. Februar und in Europa am 20. Mai 2016 erschienen ist. Es ist das 14. Spiel der Fire-Emblem-Reihe.
Fire Emblem Fates wurde in drei verschiedenen Versionen veröffentlicht. Die Versionen Fire Emblem Fates: Vermächtnis und Fire Emblem Fates: Herrschaft sind dabei in Deutschland am 20. Mai 2016 erschienen, während Fire Emblem Fates: Offenbarung am 9. Juni 2016 als DLC für die anderen beiden Versionen erschienen ist. Je nach Version schließt man sich einer anderen Seite in dem Konflikt des Spiels an.

## Spielprinzip
Das Spielprinzip von Fire Emblem Fates basiert auf dem Spielprinzip der Fire-Emblem-Reihe. Der Spieler steuert einen Protagonisten, dessen Aussehen, Geschlecht und Namen er selbst aussuchen kann. Der Schwierigkeitsgrad des Spiels lässt sich auf zwei Arten beeinflussen. Die drei Schwierigkeitsgrade „Normal“, „Schwer“ und „Extrem“ beeinflussen das Verhalten der KI und einige Spielmechaniken. Darüber hinaus lässt sich der Spielmodus aus „Klassisch“, „Anfänger“ und „Phönix“ auswählen. Im klassischen Modus erholen sich gefallene Einheiten nach einem Kampf nicht und werden aus dem Spiel genommen. Im Modus „Anfänger“ erholen sich Einheiten nach Beendigung eines Kampfes wieder, im Modus „Phönix“ bereits nach einem weiteren Zug. Die Wahl der Spielversion – Vermächtnis oder Herrschaft – beeinflusst ebenfalls die Schwierigkeit. In der Version Vermächtnis kann man seine Einheiten beliebig oft aufleveln und der Schwierigkeitsgrad ähnelt dem von Fire Emblem: Awakening. In der Version Herrschaft ist dies nicht möglich und es gibt pro Schlacht eine begrenzte Anzahl an Erfahrungspunkten und Gold als Währung.
Das Waffendreieck der Fire-Emblem-Serie, welches auf einer Variante von Schere, Stein, Papier basiert, wurde für diesen Teil erweitert. Zusätzlich zum Dreieck von Schwert, Lanze, Axt existiert nun ein erweitertes Dreieck Magie, Bogen, Dolch, wobei Magie dem Schwert entspricht, der Bogen der Lanze und der Dolch der Axt. Fire Emblem Fates unterscheidet sich von anderen Spielen der Serie, indem Waffen nicht mehr nach einer bestimmten Anzahl von Angriffen zerbrechen. Stattdessen verleihen schwächere Waffen gewisse Boni, während stärkere Waffen weniger Boni oder sogar Mali verleihen.
Wie auch in anderen Teilen der Serie gibt es einen Unterstützungsrang zwischen verschiedenen Einheiten. Für jeden erreichten Rang gibt es bis zu drei Gespräche zwischen den betroffenen Charakteren. Die Mechanik aus Fire Emblem: Awakening, zwei Einheiten im Kampf zu kombinieren, indem sie auf benachbarten Feldern stehen, wurde wieder eingeführt. Durch die Kombination erhalten die Einheiten Boni und können Angriffe des Gegners blocken. Wie in Awakening ist es möglich, für jeden Charakter bis zu einem vierten Unterstützungsrang freizuspielen, wodurch die entsprechenden Charaktere heiraten und ein Kind bekommen, welches man in einem weiteren Kapitel freischalten muss. Erstmals ist es für bestimmte gleichgeschlechtliche Charaktere möglich, zu heiraten.
Fire Emblem Fates besitzt einen Mehrspieler-Modus, in welchem Spieler ihre Einheiten gegen die der Gegner einsetzen können. Dabei kann man im eigenen Schloss eine Verteidigung einrichten, welche gegnerische Angreifer davon abhalten soll, die eigenen Einheiten zu besiegen. Weiterhin existieren Amiibo der Charaktere Daraen, Lucina, Ike und Marth, welche die jeweiligen Charaktere und zugehörige Items im Spiel freischalten.

## Handlung
Fire Emblem Fates verfolgt den Konflikt der beiden Königreiche Hoshido und Nohr. Der Protagonist Corrin ist ein hoshidischer Prinz, welcher jedoch als junges Kind von der nohrischen Königsfamilie nach einem Attentat auf den hoshidischen König Sumeragi entführt worden ist und in Nohr aufgewachsen ist. Um Corrin wiederzubekommen, entführt die hoshidische Königsfamilie die nohrische Prinzessin Azura, welche somit in Hoshido aufwächst.
Nach mehreren Jahren, welche Corrin in einem nohrischen Schloss verbringt und mit den Kindern der Königsfamilie Xander, Camilla, Leo und Elise verbringt, erlaubt der nohrische König Garon, dass Corrin zusammen mit seinem Mentor Gunter und dem nohrischen Soldaten Hans an die nohrisch-hoshidische Grenze geht. Dort entsteht eine Schlacht mit hoshidischen Soldaten, bei welcher Corrin gefangen genommen wird und Gunter von Hans in die Schlucht an der Grenze gestoßen wird. Corrin wird zur hoshidischen Königin Mikoto geführt, welche Corrin von seiner Vergangenheit erzählt. Corrin trifft seine leiblichen Geschwister Ryoma, Hinoka, Takumi und Sakura. Während einer Feier zur Rettung Corrins erscheint ein Phantom, welches durch eine Explosion Mikoto tötet. Dadurch verliert Corrin die Kontrolle und verwandelt sich in einen Drachen, welcher nur durch Azura und ein von ihr gesungenes magisches Lied gestoppt werden kann. Durch den Tod der hoshidischen Königin beginnt ein Krieg zwischen Nohr und Hoshido. An der Grenze treffen die beiden Heere aufeinander und Corrin muss sich für eine Seite entscheiden.

### Vermächtnis
In Fire Emblem Fates: Vermächtnis schließt sich Corrin seiner hoshidischen Familie an. Während Corrin die hoshidische Bevölkerung vor der nohrischen Armee beschützt, verschwinden Ryoma und Takumi. Auf der Suche nach Ryoma und Takumi findet Corrin Takumi, welcher zuvor von einem Fluch befallen wurde und von Azura und ihrem Lied von diesem befreit wurde. In der Stadt Cyrkensia besucht Garon eine Oper, auf welcher Azura mit ihrem Lied auftritt, welches Garon schwächt. Nach einer Flucht vor den nohrischen Soldaten rastet die Gruppe. Während der Nacht entdeckt Corrin eine von Schmerzen geplagte Azura, welche durch das Singen ihres Liedes geschwächt wurde. Auf dem Weg nach Nohr finden sie Ryoma, welcher sich eine Widerstandsgruppe gegen Nohr angeschlossen hat. Nach Kämpfen gegen Leo und Camilla, welche Corrin beide verschont, trifft Corrin auf Hans, welcher Corrin angreift und dabei Corrins Dienerin Lilith tötet. Leo und Elise helfen Corrin, zu Garons Schloss zu gelangen. Dort treffen sie auf Xander, welcher sich gegen Corrin stellt und Corrin beinahe tötet. Jedoch stellt sich Elise vor Corrin und stirbt dabei. Nach einem Kampf gegen Xander stirbt auch Xander. Im Thronsaal bekämpft Corrin Garon, welcher sich in einen Drachen verwandelt. Um Garon zu besiegen, singt Azura ihr Lied, wodurch Garon geschwächt und letztlich getötet wird. Durch das häufige Singen ihres Liedes schwächt sich Azura so sehr, dass sie sich in Wasser auflöst. Nach dem Ende des Krieges wird Ryoma zum König Hoshidos gekrönt, während Leo König Nohrs wird.

### Herrschaft
In Fire Emblem Fates: Herrschaft schließt sich Corrin seiner nohrischen Familie an. Der nohrische König Garon, welcher sich von Corrins Fähigkeiten überzeugen will, schickt Corrin auf Missionen, um Rebellionen gegen Nohr zu unterdrücken. In der Stadt Cyrkensia besucht Garon eine Oper. Auf dieser Oper tritt eine mysteriöse Sängerin auf, welche durch ihr Lied Garon große Schmerzen zufügt. Nach der Oper trifft Corrin auf Azura, welche durch einen See in eine andere Welt taucht. Corrin folgt ihr und Azura offenbart Corrin, dass Garon in Wirklichkeit ein Wasserdämon sei und nur auf dem hoshidischen Thron die Wahrheit ans Licht komme. Auf dem Eroberungsfeldzug nach Hoshido bekämpft Corrin Sakura und Hinoka, welche Corrin beide verschont. Nach einem Kampf gegen Takumi stürzt dieser sich von einer Festung. Im hoshidischen Schloss angekommen stellt sich Ryoma gegen die nohrische Armee. Nach einem Sieg gegen Ryoma fordert Garon Corrin auf, Ryoma zu töten. Als Ryoma merkt, dass Corrin seine Geschwister verschont hat, tötet er sich durch Seppuku selbst, sodass Corrin es nicht tun muss. Nach dem Sieg Nohrs betritt Garon allein den Thronsaal. Corrin erzählt seinen Geschwistern, dass Garon nicht mehr deren Vater sei, sie betreten den Thronsaal und besiegen den Damön, in den sich Garon verwandelt hat. Nach dem Sieg gegen Garon erscheint Takumi, welcher von derselben Macht besessen ist wie ehemals Garon. Azura schwächt durch ihr Lied Takumi und Corrin kann Takumi besiegen. Nach dem letzten Sieg ist Azura verschwunden. Nach Ende des Krieges wird Xander neuer König von Nohr, während Hinoka Königin Hoshidos wird.

### Offenbarung
In Fire Emblem Fates: Offenbarung schließt sich Corrin keiner Seite an und flieht stattdessen mit Azura, da sowohl Nohr als auch Hoshido dies als Verrat ansehen. Azura führt Corrin zur Schlucht an der Grenze zwischen Hoshido und Nohr und springt die Schlucht hinunter. Corrin folgt ihr dabei. Dort erfährt Corrin, dass in Wahrheit der Drache Anankos, der Herrscher über das vergessene Königreich Valla, Drahtzieher des Krieges ist. Außerdem erfahren sie, dass Gunter den Sturz überlebt hat. Wieder in Hoshido und Nohr angekommen reist Corrin durch beide Länder, um Nohr und Hoshido gegen den gemeinsamen Feind zu vereinen. Corrin und seine Geschwister reisen durch die Schlucht zurück nach Valla. In Valla bekämpfen sie Arete, Azuras Mutter und ehemalige Königin Vallas, welche von Anankos wieder zum Leben erweckt und besessen wurde. Ebenfalls bekämpfen und besiegen sie die wiederauferstandenen und besessenen Mikoto und Sumeragi. Gunter stellt sich ebenfalls als von Anankos besessen heraus, kann aber von seinem Fluch befreit werden. Danach erscheint Anankos, welcher den von ihm besessenen Garon isst. Corrin und seine Geschwister können Anankos dennoch besiegen. Nach dem Sieg gegen Anankos und dem Ende des Krieges wird Ryoma zum König Hoshidos und Xander zum König Nohrs gekrönt, während Corrin von Azura zum neuen Herrscher Vallas gekrönt wird. Alle drei Königreiche schwören auf ewigen Frieden.

## Veröffentlichung
Der erste Trailer zu Fire Emblem Fates wurde während einer Nintendo Direct am 14. Januar 2015 gezeigt. Während der E3 2015 wurde am 16. Juni 2015 in einem weiteren Trailer der englische Name des Spiels, Fire Emblem Fates, vorgestellt und eine Veröffentlichung für Europa und Nordamerika im Jahr 2016 bekanntgegeben. Am 25. Juni 2015 erschien Fire Emblem Fates schließlich in Japan. Am 3. März 2016 gab Nintendo über Twitter das Veröffentlichungsdatum für den 20. Mai 2016 an, sodass Fire Emblem Fates an diesem Tag in Europa erschienen ist.
Ebenfalls erschien am 20. Mai 2016 eine limitierte Edition von Fire Emblem Fates heraus, welche Fire Emblem Fates: Vermächtnis, Fire Emblem Fates: Herrschaft und bereits am Veröffentlichungstag Fire Emblem Fates: Offenbarung enthält. Außerhalb dieser limitierten Edition erschien Fire Emblem Fates: Offenbarung als DLC für die anderen Versionen des Spiels am 9. Juni 2016 in Europa.

## Rezeption
Alle drei Versionen von Fire Emblem Fates haben hauptsächlich hohe Wertungen erhalten. Auf Metacritic erhielt Fire Emblem Fates: Vermächtnis – basierend auf 35 Rezensionen – eine Wertung von 86 % und eine Nutzerwertung von 8,3 von 10. Fire Emblem Fates: Herrschaft erhielt – basierend auf 40 Rezensionen – eine Wertung von 87 % und eine Nutzerwertung von 8,2 von 10. Der DLC Fire Emblem Fates: Offenbarung erhielt – basierend auf 21 Rezensionen – eine Wertung von 88 % und eine Nutzerwertung von 7,6 von 10.

### Verkaufszahlen
In den Vereinigten Staaten war Fire Emblem Fates während des Veröffentlichungswochenende das meistverkaufte Spiel der Fire-Emblem-Serie, mit 300.000 verkauften Einheiten der beiden Handelsversionen des Spiels. Bis zum 31. März 2017 konnte sich Fire Emblem Fates mit allen drei Versionen des Spiels physisch und digital insgesamt 1,6 Millionen Mal verkaufen, wobei 500.000 Einheiten in Japan und 1,1 Millionen Einheiten außerhalb Japan verkauft wurden.